# Beluga Shipping

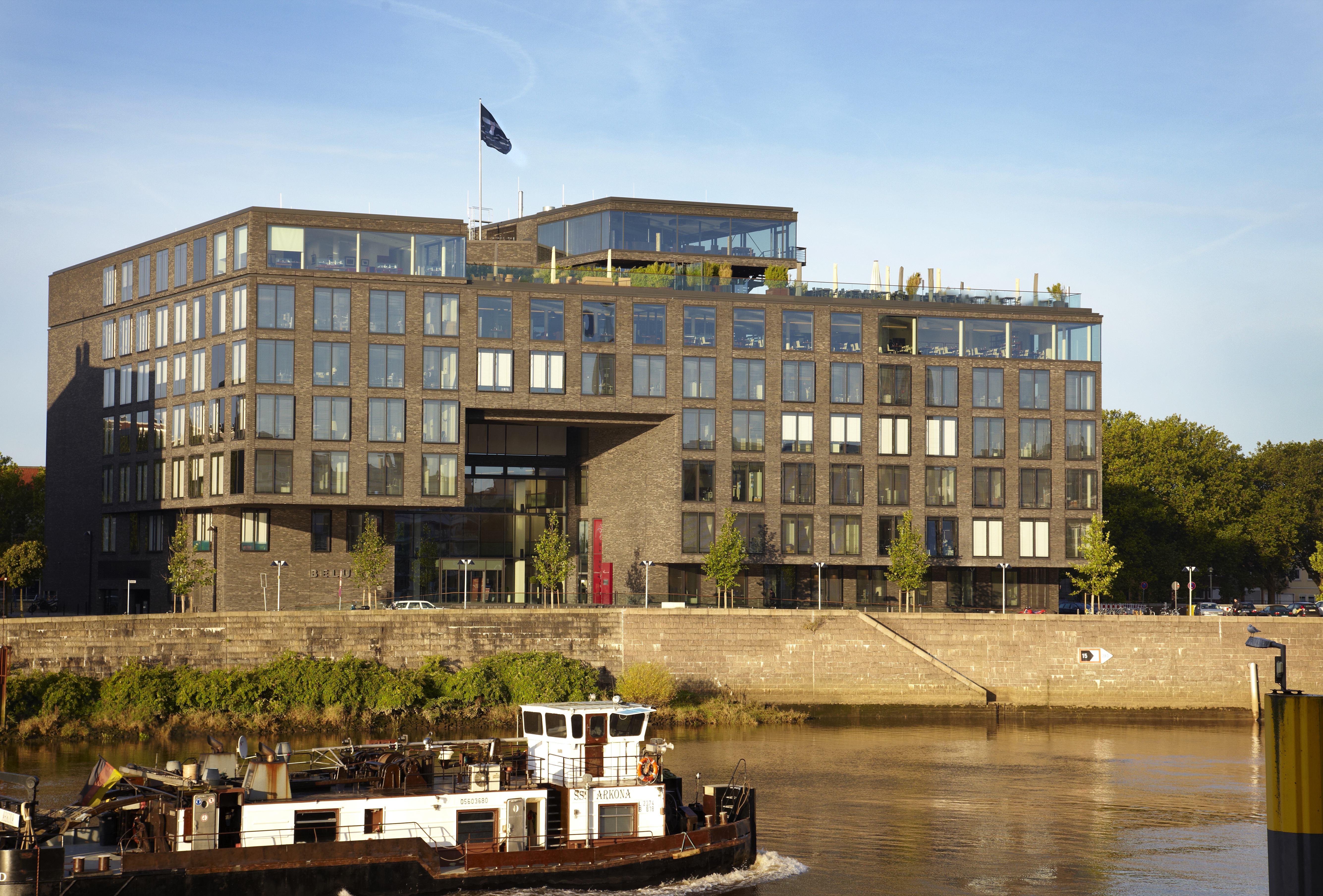
Ehemaliger Unternehmenssitz der Beluga Group

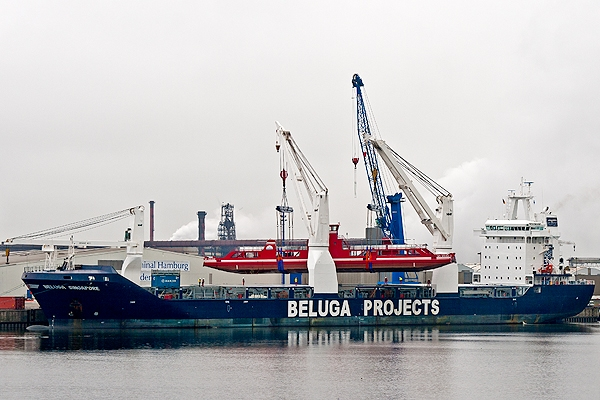
Die Beluga Singapore lädt die Doppelendfähre Kwale mit eigenem Schwergutgeschirr am Terminal Dradenau in Hamburg-Waltershof

Beluga Shipping GmbH (i.L.) war eine deutsche Projekt- und Schwergut-Reederei mit Sitz in Bremen.
Im März 2011 wurde eine Finanzkrise bei Beluga bekannt, in deren Zuge die US-amerikanische Investmentgesellschaft Oaktree Capital Management die Geschäftsführung der Unternehmensgruppe übernahm und den Unternehmensgründer und bisherigen Geschäftsführer, Niels Stolberg, ablöste. Am 16. März 2011 beantragte zunächst ein Teilbereich der Reederei-Gruppe, die Beluga Chartering GmbH, die Einleitung eines Insolvenzverfahrens. Inzwischen befinden sich die Beluga Shipping und andere Tochtergesellschaften in Insolvenz.

## Geschäftsfelder
Kernkompetenz der Beluga Gruppe war die Projekt- und Schwergut-Schifffahrt.
Parallel dazu engagierte sich das Unternehmen verstärkt im Offshore-Windkraftanlagen-Markt. In Zusammenhang mit der Insolvenz beabsichtigte Hochtief die Anteile der Beluga Offshore GmbH am Gemeinschaftsunternehmen Beluga-Hochtief-Offshore zu übernehmen.
Die Beluga Group war organisatorisch in drei Kernbereiche unterteilt:
- Die Beluga Shipping GmbH bildete das Dach der unternehmerischen Tätigkeiten und befasst sich mit dem Kerngeschäft Verschiffung.
- Die Beluga Offshore GmbH war federführend bei der Organisation und Realisierung des Geschäftsbereiches Offshore-Wind.
- Die Beluga Maritime Education GmbH war zuständig für seemännische Ausbildung und Offshore-Qualifizierung.

## Unternehmensentwicklung
Die Beluga Shipping GmbH wurde im Dezember 1995 als „cargo operator“ von Erhard Koschorreck und Niels Stolberg in Bremen gegründet. 1998 wurde das erste eigene Schiff, der Mehrzweckfrachter Beluga Performer, in Dienst gestellt, 1999 kam der erste eigene Neubau der Reederei, die Werder Bremen, dazu. In den folgenden Jahren wuchs das Unternehmen rasch. Die Krankapazitäten der Schiffe lagen bei bis zu 1400 Tonnen im kombinierten Tandembetrieb (P-Serie).
Die internationale Präsenz von Beluga Shipping verstärkte sich ab 2002, zunächst durch die Eröffnung von Auslandsniederlassungen in Brasilien und Singapur. Im Jahr 2003 folgten die Übernahme der niederländischen GenChart B.V. und die Eröffnung einer Niederlassung in Peking. 2004 wurden weitere Niederlassungen in Houston und Shanghai eröffnet. Inzwischen waren es 15 Niederlassungen weltweit. Das Unternehmen bot jedoch keinen Linienverkehr zwischen den Niederlassungen an, sondern war in der Trampschifffahrt tätig. Auf dem Bremer Teerhof – zwischen den Versicherungsgebäuden und dem Gästehaus der Universität – ließ die Beluga Group ihr neues Bürohaus Teerhof 59 bauen, das im Juni 2009 bezogen wurde. Im September 2010 fuhren insgesamt 69 Mehrzweck-Schwergutfrachter für die Beluga Group.
Durch das Flottenwachstum konnte Beluga ihren Umsatz gegenüber 2006 von 175 auf 418 Mio. Euro im Jahr 2008 mehr als verdoppeln (2007: 268 Mio. Euro). Im gleichen Zeitraum stieg der operative Gewinn von 17,4 auf 68 Mio. Euro (2007: 30 Mio. Euro). Im „Krisenjahr 2009“ konnte der Umsatz mit 415 Mio. Euro aufgrund der wachsenden Tonnage nahezu stabil gehalten werden, wobei der Gewinn auf 20 Mio. Euro zurückging.
Im Sommer 2009 übernahm die US-amerikanische Investmentgesellschaft Oaktree Capital Management für mehr als 100 Mio. Euro ein Drittel der Anteile der Beluga Group. So sollte der weitere Flottenausbau und damit die Expansion des Unternehmens finanziert werden. Seit dem 28. Februar 2011 wurde bekannt, dass der Finanzinvestor Oaktree, der mittlerweile mit 49,5 % beteiligt war, Beluga übernehmen wollte. Das Bundeskartellamt bestätigte eine entsprechende Anmeldung.
Anfang März 2011 musste Niels Stolberg als Geschäftsführer zurücktreten. Der Restructuring Officer bei Oaktree, Roger Iliffe, übernahm die Geschäftsleitung. Gegen den ehemaligen geschäftsführenden Gesellschafter Stolberg sowie weitere leitende Mitarbeiter wurde seitens der Staatsanwaltschaft ein Ermittlungsverfahren wegen des Verdachts auf schweren Betrug eingeleitet.
Am 16. März 2011 beantragte zunächst ein Teil der Beluga-Gruppe, die für das Chartergeschäft verantwortliche Beluga Chartering GmbH, beim Amtsgericht Bremen die Eröffnung des Insolvenzverfahrens. Inzwischen wurde für die Beluga Shipping und weitere Tochtergesellschaften wie die Sea Academy Insolvenz beantragt.
Oaktree, der an Beluga beteiligt war, gründete mit ehemaligen Mitarbeitern von Beluga sowie einigen Schiffen aus der Beluga-Flotte die neue Schwergut-Reederei Hansa Heavy Lift, die in Hamburg ihren Sitz hatte. Im Dezember 2018 meldete Hansa Heavy Lift Insolvenz an.
Niels Stolberg wurde zu dreieinhalb Jahren Haft verurteilt. Die unbezahlten Forderungen belaufen sich auf 2,2 Milliarden Euro.

## Projekte
Das Unternehmen war als eine der ersten Reedereien am kommerziellen Anwendungsversuch eines gleitschirmähnlichen Zugdrachens des Hamburger Unternehmens SkySails beteiligt. Am 15. Dezember 2007 wurde die Beluga SkySails in Hamburg getauft. Zusätzlich zum herkömmlichen Verbrennungsmotor wurde das Schiff mit einem Zugdrachen ausgerüstet, der den Kraftstoffverbrauch auf windreichen Routen um durchschnittlich rund 5,5 Prozent reduziert hat.
Frachter der Beluga Group fuhren im Sommer 2009 als erste Schiffe einer westlichen Reederei durch die Nordostpassage entlang der sibirischen Küste. Im Vorjahr waren die erforderlichen Genehmigungen nicht mehr rechtzeitig eingetroffen, um das schmale Zeitfenster für den Transit des nördlichen Seeweges zu nutzen. Durch den Klimawandel weicht das Eis inzwischen im Sommer zurück und gibt je nach Witterung für sechs bis acht Wochen eine Passage frei, die die Strecke von Europa nach Asien oder andersherum um ein Drittel verkürzt. Das Unternehmen hatte vor, bis zu sechs Frachter auf diesen Weg zu entsenden. Gegenüber der klassischen Route durch den Suezkanal hätten sich so nach Unternehmensangaben bis zu 3,5 Mio. Euro einsparen lassen.

## Piratenübergriffe
Am 21. August 2008 wurde der Frachter BBC Trinidad von somalischen Piraten gekapert und nach 21 Tagen gegen eine Lösegeldzahlung freigelassen.
Am 24. Oktober 2010 versuchten Piraten die Beluga Fortune etwa 1200 Seemeilen östlich der kenianischen Stadt Mombasa zu entführen. Der Versuch misslang jedoch, weil sich die Crew in einen Schutzraum flüchtete, von dort aus die Maschinen des Schiffs stoppte und Hilfe herbeirief. Da es den Piraten nicht gelang, das Schiff in Fahrt zu bringen und an einen für sie sicheren Ort zu schaffen, verließen sie das Schiff wieder, so dass die Beluga Fortune mit unverletzter Besatzung ihre Reise fortsetzen konnte.
Am 22. Januar 2011 wurde ein weiteres Schiff der Reederei, die Beluga Nomination, von somalischen Piraten angegriffen und gekapert. Bei einem Befreiungsversuch des Schiffes kamen mehrere Seeleute und Piraten ums Leben. Das Schiff kam Mitte April 2011 wieder frei.

## Illegale Waffentransporte in Krisengebiete
Im Juli 2009 transportierte die Beluga Eternity, ein Schiff der Beluga E-Serie, Raketen und Panzer vom ukrainischen Hafen Mykolajiw-Oktjabrsk nach Myanmar. Zum Zeitpunkt des Waffentransports 2009 bestand gegen Myanmar ein EU-Embargo aufgrund massiver Menschenrechtsverletzungen.
Die Beluga Endurance brachte eine Ladung Panzer und Munition von Oktjabrsk nach Mombasa, die zum Weitertransport in das Krisengebiet Südsudan bestimmt waren. Nach Angaben von Niels Stolberg fuhren die Schiffe dabei nicht unter der Verantwortung der Reederei Beluga Shipping, sondern waren verchartert.
Die Staatsanwaltschaft Bremen hat hinreichenden Tatverdacht, dass ein Mitarbeiter des Bundesnachrichtendienstes (BND) sich der Beihilfe zum Verstoß gegen das Außenwirtschaftsgesetz strafbar gemacht hat. Der BND-Mitarbeiter mit dem Tarnnamen „Hollmann“ soll die Reederei Beluga beraten haben, wie die Waffentransporte abgewickelt werden könnten, ohne dabei rechtliche Konsequenzen befürchten zu müssen, so der Vorwurf. Doch die Ermittlungen stocken, auch weil die Staatsanwaltschaft den Klarnamen des BND-Mitarbeiters nicht kennt.

## Insolvenz und ihre Folgen
- Das von 2007 bis 2009 als Firmenzentrale erbaute Bürohaus Teerhof 59 wurde 2012 an die BLB Immobilien, eine Tochtergesellschaft der Bremer Landesbank, verkauft[22], die es zu einem Bürohaus für diverse Nutzer umbaute und teilweise an den Auricher Windanlagenhersteller Enercon vermietete.[23] Seit 2020 ist es im Besitz der französischen Großbank BNP Paribas.
- Die Schiffe sind verkauft, teilweise vom Investor in die Hansa Heavy Lift übertragen worden. Das Beluga College existiert nicht mehr. Die Auszubildenden der Gruppe sind bei anderen Schifffahrtsunternehmen untergebracht worden.
- Die Beluga School for Life in Thailand wurde in Hanseatic School for Life umbenannt.[24]
- Die öffentlich geförderte, damals unfertige Beluga Offshore Training Academy in Elsfleth wurde nach der Fertigstellung als Maritimes Trainingszentrum Wesermarsch vom Landkreis Wesermarsch in Betrieb genommen.[25][26]
- In Oldenburg wurde das von Stolberg initiierte Sportinternat des VfL Oldenburg nicht fertiggestellt. Der Stadt entstand ein finanzieller Schaden.[27]
- Auf Spiekeroog mussten mehrere zur Gruppe gehörende Betriebe schließen.[28]